# Osella FA1F
O  FA1F foi o modelo da Osella nas temporadas de 1984, 1985 e 1986 da F1. Condutores: Piercarlo Ghinzani, Jo Gartner, Huub Rothengatter, Christian Danner, Allen Berg e Alex Caffi.

## Resultados[1]
(legenda) 
| Ano  | Chassi | Motor                    | Pneus | N° | Pilotos            | 1   | 2   | 3   | 4   | 5   | 6   | 7   | 8   | 9   | 10  | 11  | 12  | 13  | 14  | 15  | 16  | Pontos | Posição  |  |
| ---- | ------ | ------------------------ | ----- | -- | ------------------ | --- | --- | --- | --- | --- | --- | --- | --- | --- | --- | --- | --- | --- | --- | --- | --- | ------ | -------- |  |
|      |        |                          |       |    |                    |     |     |     |     |     |     |     |     |     |     |     |     |     |     |     |     |        |          |  |
|      |        |                          |       |    |                    | BRA | RSA | BEL | SMR | FRA | MON | CAN | USE | DAL | GBR | GER | AUT | NED | ITA | EUR | POR |        |          |  |
| 1984 | FA1F   | Alfa Romeo 890T V8 turbo | P     | 24 | Piercarlo Ghinzani | Ret | DNS | Ret | NQ  | 12  | 7   | Ret | Ret | 5   | 9   | Ret | Ret | Ret | 7   | Ret | Ret | 2      | 12º      |  |
| 1984 | FA1F   | Alfa Romeo 890T V8 turbo | P     | 30 | Jo Gartner         |     |     |     |     |     |     |     |     |     | Ret | Ret | Ret | 12  | 51  | Ret | 16  | 2      | 12º      |  |
|      |        |                          |       |    |                    |     |     |     |     |     |     |     |     |     |     |     |     |     |     |     |     |        |          |  |
|      |        |                          |       |    |                    | BRA | POR | SMR | MON | CAN | USE | FRA | GBR | GER | AUT | NED | ITA | BEL | EUR | RSA | AUS |        |          |  |
| 1985 | FA1F   | Alfa Romeo 890T V8 turbo | P     | 24 | Piercarlo Ghinzani | 12  | 9   | NC  |     |     |     |     |     |     |     |     |     |     |     |     |     | 03     | NC (11º) |  |
| 1985 | FA1F   | Alfa Romeo 890T V8 turbo | P     | 24 | Huub Rothengatter  |     |     |     |     |     |     |     |     |     |     |     |     | NC  |     |     |     | 03     | NC (11º) |  |
|      |        |                          |       |    |                    |     |     |     |     |     |     |     |     |     |     |     |     |     |     |     |     |        |          |  |
|      |        |                          |       |    |                    | BRA | ESP | SMR | MON | BEL | CAN | EUA | FRA | GBR | GER | HUN | AUT | ITA | POR | MEX | AUS |        |          |  |
| 1986 | FA1F   | Alfa Romeo 890T V8 turbo | P     | 22 | Christian Danner   | Ret | Ret | Ret | NQ  | Ret | Ret |     |     |     |     |     |     |     |     |     |     | 04     | NC (14º) |  |
| 1986 | FA1F   | Alfa Romeo 890T V8 turbo | P     | 22 | Allen Berg         |     |     |     |     |     |     | Ret |     |     | 12  | Ret | Ret |     | 13  | 16  | NC  | 04     | NC (14º) |  |
| 1986 | FA1F   | Alfa Romeo 890T V8 turbo | P     | 22 | Alex Caffi         |     |     |     |     |     |     |     |     |     |     |     |     | 11  |     |     |     | 04     | NC (14º) |  |

↑1  Não pontuou, porque a escuderia inscreveu um carro no campeonato e pelo regulamento, o segundo carro estava inelegível para os pontos.
↑2  No GP de San Marino, Gartner conduziu o FA1E.
↑3  No GP de Mônaco até Grã-Bretanha, Ghinzani conduziu o FA1G e Rothengatter a partir da Alemanha até a Austrália.
↑4  Do GP do Brasil até o Leste dos Estados Unidos e do GP da Grã-Bretanha até o final da temporada, Ghinzani conduziu o FA1G; Berg apenas na França. Ghinzani conduziu o FA1H no GP da França e Berg na Grã-Bretanha.